# Doylestown, Ohio
Doylestown là một làng thuộc quận Wayne, tiểu bang Ohio, Hoa Kỳ. Năm 2010, dân số của làng này là 3051 người.

## Dân số
- Dân số năm 2000: 2799 người.
- Dân số năm 2010: 3051 người.